# Бэгзийн Явуухулан
Бэгзийн Явуухулан (1929—1982) — монгольский поэт. Родился в семье охотника. Окончил финансово-экономический техникум. Работал бухгалтером. Затем перешёл на работу в молодёжную газету. Работал в журнале «Цог» («Огонёк»). Пять лет провёл в Советском Союзе. В 1959 году окончил Литературный институт имени М. Горького.
Известность получил как поэт-лирик, помимо традиционных жанров осваивал экзотический для монгольской поэзии жанр хайку. Также выступал как переводчик русских поэтов, в частности Сергея Есенина.
Оказал значительное влияние на монгольскую литературу, был учителем поэта Г. Менд Ооёо.

## Сочинения
- Наше желание. Сб. стихов. 1954
- Под серебряной луной. Сб. стихов. 1955.
- Полуденное небо. Сб. стихов. 1975.
- Серебряное утро осени. Сб. стихов и поэм.

## В русском переводе
- Лирика. Перевод с монгольского. Под редакцией и с предисловием Льва Ошанина. М., 1960. — 82 с.
- Стихи. // Иностранная литература.1971. № 7.
- Монгольская поэзия // Альманах библиофила. Выпуск восемнадцатый. М., 1985. — С.278-279.